# المرزماه
ال-مرزماه یک منطقهٔ مسکونی در یمن است که در استان صنعا واقع شده‌است.